# Cierco
Cierco és una antiga quadra i poble del municipi de Vilaller, a l'Alta Ribagorça. El poble està situat a la vall de Barravés. Actualment ha quedat reduït pràcticament a una sola casa (situació ja constatada per Madoz el 1849).
A les escasses restes del poble que es conserven hi ha l'antiga capella de Casa Cierco, dedicada a sant Climent i la moderna, dedicada a sant Miquel. La quadra de Cierco havia format part, entre 1812 i febrer del 1847 de l'ajuntament d'Artiga.
Pascual Madoz parla breument de Cierco en el seu Diccionario geográfico... del 1849. S'hi pot llegir que Cierco és una quadra situada al peu d'una muntanya a l'esquerra de la Noguera Ribagorçana. Ja constava d'una sola casa, prop de la qual hi havia mines de plom.
A Cierco es van explotar entre 1940 i 1983 unes mines de galena argentífera, que constitueixen un interessant geòtop de valor científic i mediambiental.

## Etimologia
Segons Joan Coromines, Cierco és, com Cerc, un dels diversos derivats que hi ha en català del quercus llatí (alzina). La forma Cierco és una forma arcaïtzant, pròpia del català ribagorçà, amb una certa influència de l'aragonès, que es manifesta en el diftong -ie.